# Lophocolea boliviensis
Lophocolea boliviensis là một loài Rêu trong họ Lophocoleaceae. Loài này được Steph. mô tả khoa học đầu tiên năm 1916.